# Hugo García Velázquez
Hugo García Velázquez (Ciudad de México, México 14 de septiembre de 1981) es un futbolista mexicano que juega de centrocampista.

## Trayectoria
Se formó en la cantera del Club Universidad Nacional, y debutó con este equipo en la Primera División en el Invierno 2001, aunque no destaca en el equipo. Tras el descenso en el Apertura 2003, pasa a los Dorados de Sinaloa, con los que logra el ascenso tras el Clausura 2004 y disputa el Apertura 2004, primera participación del equipo en la Primera División.
Los Dorados descendieron en el Clausura 2006, y Hugo se incorporó, junto a Cirilo Saucedo, David Mendoza, Jorge Iván Estrada y Jaime Ruiz, a Veracruz para el Apertura 2006. Tras un segundo descenso con los Tiburones, ya no volvió a jugar en primera, y siguió en la Liga de Ascenso de México, pasando por varios equipos, hasta disputar el Apertura 2011 con el Altamira FC. actualmente es director de fuerzas básicas del club universidad en la categoría sub-15 y es auxiliar técnico de la sub-17

## Clubes
| Club                      | País   | Año       | Partidos | Goles |
| ------------------------- | ------ | --------- | -------- | ----- |
| Club Universidad Nacional | México | 2001-2003 | 17       | 0     |
| Dorados de Sinaloa        | México | 2003-2006 | 72       | 2     |
| Veracruz                  | México | 2006      | 2        | 0     |
| Club de Fútbol Atlante    | México | 2007      | 15       | 0     |
| Veracruz                  | México | 2007-2008 | 19       | 1     |
| Socio Águila Fútbol Club  | México | 2009      | 13       | 0     |
| Veracruz                  | México | 2009-2011 | 75       | 4     |
| Altamira Fútbol Club      | México | 2011      | 3        | 0     |

## Estadísticas

### Resumen estadístico
| Competencia                | Partidos | Goles |
| -------------------------- | -------- | ----- |
| Primera División de México | 103      | 3     |
| Liga de Ascenso de México  | 115      | 4     |
| Total                      | 218      | 7     |